# Buchan (Écosse)
Pour les articles homonymes, voir Buchan.

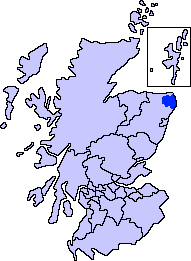
Caret d'Écosse montrant l'actuel committee area de Buchan.

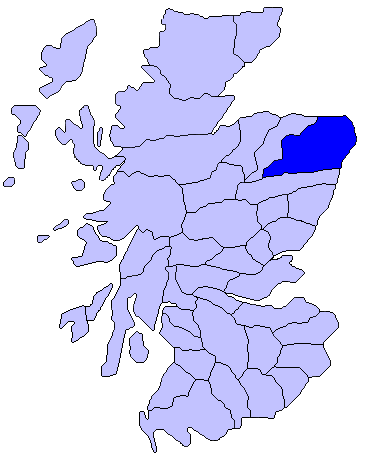
Carte de l'Écosse représentant la région historique du Buchan.

Le Buchan est l'un des six committee area (en)s ou Administration territoriales de l'Aberdeenshire, en Écosse. Cet « areas » a été créée en 1996, quand l'Aberdeenshire subdivision de l'Écosse a été créée dans le cadre du Local Government etc. (Scotland) Act 1994. Le council a été formé par l'intégration de trois Régions d'Écosses : les Grampian, Banff and Buchan, Gordon et Kincardine et Deeside. Le committee area de Buchan était formé par l'ancien district de Banff et Buchan.

## Géographie
Le Buchan a une population de 39 160 habitants, selon le recensement de 2001, et une superficie de 547 km2. Il englobe la ville de Peterhead et ses environs ainsi que les districts administratifs de Banff and Buchan et Formartine (en).
Peterhead est l’agglomération la plus importante du Buchan et d'Aberdeenshire, le principal port de pêche en Europe et un centre administratif majeur de l'industrie pétrolière. Le terminal gazier est situé dans le village voisin de St Fergus. Le Remote Radar Head Buchan, une unité de radars défensifs de la R.A.F est aussi localisée à Peterhead.

## Économie
Des efforts sont faits pour contrer les effets négatifs de plusieurs fermetures d’entreprises et de menaces économiques récentes. À l'intérieur des terres, la région dépend de l'agriculture et de nombreux villages connaissent un déclin de la population et des services. Les problèmes touchant Banff et Buchan s’appliquent donc ici, de même que l’avenir de l’industrie pétrolière et gazière. Avant le Brexit, une partie de Buchan bénéficiait de la couverture de l'aide de l'Union Européenne. Le Plan d’action local de Buchan offre des possibilités de préserver et d’améliorer l’avenir de Peterhead et de Buchan. La Formartine and Buchan Way (en) traverse le Buchan.

## Histoire
Buchan est également le nom d'une province historique plus vaste et d'un comté, qui selon une carte d'avant 1708, incluait la totalité du committee moderne dénommé « Buchan ».
À l'époque des Pictes, le Buchan était considéré comme étant le royaume de Ce. Cette région géographique est un centre historique considérable, particulièrement au nord-ouest de la Cruden Bay, où le Cairn Catto (en) et de nombreux tumuli y ont été découverts.
Le comté de Mar et Buchan formait l'un des sept comtés primitifs du royaume d'Écosse avant que le titre de comte de Buchan soit séparé de celui de Mar.
À une époque le « district de Buchan  » comprenait tout le pays entre les rivières Don et Deveron, mais désormais la région comprise entre la rivière Don et la rivière Ythan est connue sous le nom de Formartine, de ce fait le « Buchan » désigne désormais uniquement à la région comprise entre l'Ythan et la Deveron.